# Latarnia Cape Leeuwin
Latarnia morska na przylądku Leeuwin – latarnia położona w najbardziej na południowy zachód wysuniętym punkcie Australii – Cape Leeuwin. Najwyższa latarnia morska w kontynentalnej części Australii.
Przylądek Leeuwin to także punkt, w którym Ocean Indyjski spotyka się z Oceanem Południowym. Latarnia to jeden z najlepszych lądowych punktów do obserwowania wielorybów od maja do września.

## Historia
Potrzebę budowy latarni na południowo-zachodnim przylądku Australii poruszono już w 1873 roku podczas międzykolonialnej konferencji w sprawie opieki i zarządzania nadmorskimi latarniami, jednak wtedy brakowało na nią funduszy. Dopiero odkrycie w 1890 roku złota w Australii Zachodniej i dopływ środków pozwolił na rozwój tego regionu. Budowa latarni na przylądku Leeuwin była szczególnie ważna dla lokalnego przemysłu drzewnego, który wykorzystywał transport morski do przewożenia drewna. Za budowę latarni był odpowiedzialny George Temple-Poole, główny architekt rządowy. W momencie ukończenia budowy była to największa latarnia w Australii. Otwarcia latarni 10 grudnia 1896 roku dokonał premier Australii Zachodniej John Forrest. Powiedział wtedy, że jest ona ważna nie tylko dla Australijczyków, ale dla wszystkich żeglarzy świata. Jej światło chroniło jedną z najbardziej ruchliwych dróg morskich wokół wybrzeża australijskiego. W czasach, gdy większość statków płynęła wokół Przylądka Dobrej Nadziei, przylądek Leeuwin był często pierwszym punktem, do którego dopływały w Australii.

## Latarnia
Wieża została zbudowana z lokalnego kamienia wydobywanego z pobliskiej Zatoki Quarry. Ma wysokość 39 metrów, a wznosi się 56 m nad poziomem morza. W 1982 roku latarnia została zelektryfikowana. Przy dobrej pogodzie światło latarni jest widoczne z odległości 25 mil morskich. W czerwcu 1996 roku została wpisana do rejestru dziedzictwa hrabstwa Augusta-Margaret River, a w 2005 do ogólnokrajowego. Latarnią zarządza Australian Maritime Safety Authority (Australijski Urząd ds. Bezpieczeństwa na Morzu). Latarnia prowadzi obserwacje meteorologiczne nieprzerwanie od 1 stycznia 1897 roku i posiada najdłuższy nieprzerwany rejestr danych pogodowych w Australii Zachodniej.